# The Incredible Herrengedeck
The Incredible Herrengedeck ist eine deutsche Band aus Berlin. Ihre Stücke sind im Genre Chanson-Punk angesiedelt und die Texte bissig-ironisch.

## Geschichte
The Incredible Herrengedeck wurde 2006 aus Mitgliedern der Band „Die EinzellerMF“ gegründet, die es seit 1996 gab und die sich damit auflöste.
Die Band tritt regelmäßig auf Großveranstaltungen wie dem Fusion Festival (2007, 2008, 2009), dem Festival für Musik und Politik (2010) und dem Open Flair (2009, 2011, 2012, 2013) auf.
Neben den Festival-Auftritten absolvieren The Incredible Herrengedeck seit ihrer Gründung auch ausgedehnte, landesweite Touren und eine Vielzahl von Auftritten in und um Berlin, regelmäßig auch während politischen Veranstaltungen oder Demonstrationen. Besondere Beachtung fand 2012 die musikalische Begleitung des Revue-Theaters „Zwei Krawatten“ im Heimathafen Neukölln. Am 5. April 2014 veröffentlichen sie ihr nunmehr drittes Studioalbum mit dem Titel Alles nur Gelaber? Die Audioaufnahme als Medium der Selbstreflexion des Individuums in der spätkapitalistischen Gesellschaft.

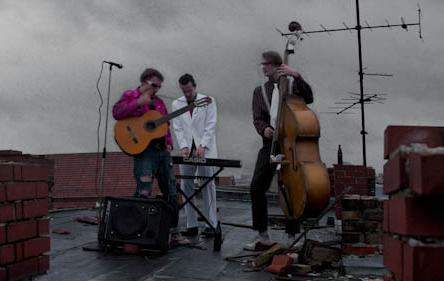
The Incredible Herrengedeck, November 2007, Karmanoia Dach

## Engagement
Die Band beteiligt sich an politischen Projekten und Protesten, z. B. mit Auftritten auf dem 2. Weltkongress der Hedonistischen Internationale und gegen Mediaspree sowie mit Theaterprojekten zum G8-Gipfel in Heiligendamm 2007 und zu Du bist Deutschland. Texte der Band behandeln Themen wie Gentrifizierung und liberale Heuchelei.
2018 und 2019 meldete die Band die 1. Mai - Demonstration im Berliner Bezirk Grunewald an, welche aufgrund der hohen Teilnehmerzahl die Polizei im ersten Jahr für Stunden überforderte. 2019 folgten 7500 Menschen der Einladung in den "Problembezirk", der als Villenviertel bekannt ist.

## Diskografie
- Soundtrack zum Untergang der Welt (Mai 2008, CD)
- Kiezkracher Vol.1 – Hits für eine bessere Welt (Juni 2010, CD)
- Menschen, Tiere, The Incredible Herrengedeck – Live in Neukölln (April 2012, DVD)
- Alles nur Gelaber? Die Audioaufnahme als Medium der Selbstreflexion des Individuums in der spätkapitalistischen Gesellschaft (April 2014, CD)
- Mieses Stück EP (Oktober 2016, Download)[10]
- Molli & Korn (EP, mit der Armee der Zeigefinger, 30. November 2018, Split-LP und Download)[11][12]